# Saint-Chamond
Saint-Chamond este un oraș în Franța, în departamentul Loire, în regiunea Ron-Alpi.  Orașul face parte din aglomerația orașului Saint-Étienne.
1. ↑  répertoire géographique des communes, accesat în 26 octombrie 2015
2. ↑  dataset of postal codes in France, 1 octombrie 2018